# Enkefaliner
Enkefaliner är en grupp opioidpeptider, som fungerar som endogena signalsubstanser, det vill säga kroppsegna varianter av morfin.
Opioidpeptiderna upptäcktes under studier av opiumets fysiologiska verkningar (opium användes förr brett som smärtstillande medel). Enkefalinerna tillverkas genom enzymatisk proteolys av ett stort protein som kallas preproenkefalin (Penk), och består av Tyr-Gly-Gly-Phe. Det fäster vid mu- och delta-opioidreceptorer vid sina målceller i perifera och centrala nervsystemet, i synnerhet limbiska systemet, hjärnbarken och hjärnstammen.
Två former av enkefaliner är kända idag:
- Met-enkefalin: Tyr-Gly-Gly-Phe-Met.
- Leu-enkefalin: Tyr-Gly-Gly-Phe-Leu.

Enkefalinerna är framför allt kända för att de påverkar upplevelsen av smärta, det vill säga att aktivering av enkefaliner är smärtstillande. De spelar också en stor roll för belöningssökande beteenden, det vill säga benägenheten att söka sig till lustfyllda upplevelser (jämför som motsats anhedoni), eftersom det skänker eufori. För evolutionens vidkommande är enkefalinerna därmed viktiga, eftersom de skapar beteenden som att söka efter en partner, god mat, med mera. Enkefalinerna är emellertid också involverade i beteenden som hör samman med substansmissbruk, beroende och toleransökning. Det kan orsaka andningsdepression och illamående.
Liksom orexin och galanin, stimuleras enkefalinaktiviteten av att inta en fettrik föda, och det är möjligt att dessa hormoner samverkar ifråga om beteenden som leder till högre fettkonsumtion. Östrogen har troligen en akut påverkan på den smärtinformation som enkefalinerna processar i ryggmärgens bakhornneuroner, eftersom östrogen ökar enkefalinernas mRNA-uttryck där. Östrogen liksom stresshormoner (glukokortikoider) ökar uttrycken av preproenkefalin, varigenom både östrogen och akut, mild stress troligen underlättar ett reproduktivt beteende hos kvinnor.